# Hracholusky (district de Prachatice)
Pour les articles homonymes, voir Hracholusky.
Hracholusky (en allemand : Hracholusk) est une commune du district de Prachatice, dans la région de Bohême-du-Sud, en République tchèque. Sa population s'élevait à 498 habitants en 2023.

## Géographie
Hracholusky se trouve à 9 km au nord-est de Prachatice, à 31 km à l'ouest-nord-ouest de České Budějovice et à 116 km au sud-sud-ouest de Prague.
La commune est limitée par Strunkovice nad Blanicí au nord, par Netolice à l'est, par Lhenice et Nebahovy au sud, et par Vitějovice à l'ouest.

## Histoire
La première mention écrite du village date de 1334.

## Administration
La commune se compose de quatre sections :
- Hracholusky
- Obora
- Vrbice
- Žitná

## Patrimoine
Quelques fermes sont construites dans le style Selské baroko.

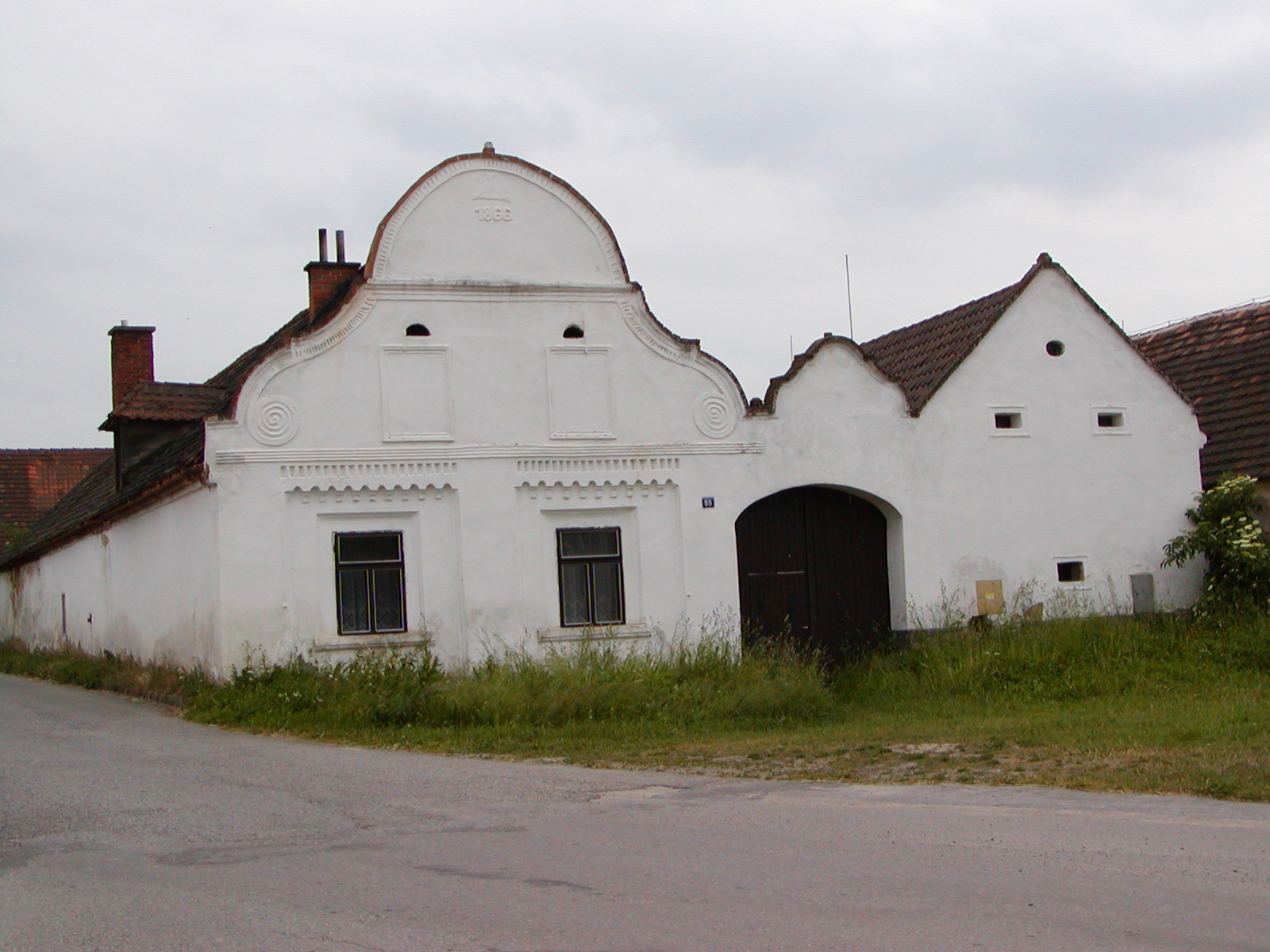
Architecture locale inspirée du baroque, construite en 1866.

## Transports
Par la route, Hracholusky se trouve à 11 km de Prachatice, à 34 km de Ceské Budejovice et à 151 km de Prague.